# Alf Pedersen
Alf Pedersen (20. januar 1904 – 3. marts 1925) var en norsk bokser som deltog under Sommer-OL 1924.
I 1924 blev han elimineret i første runde, i vægtklassen wweltervægt efter at han tabte kampen mod Jan Cornelisse. Han deltog i Norgesmesterskaberne to gange i 1921 og 22, hvor han vandt en guldmedalje i vægtklassen letvægt, samt en sølvmedalje i vægtklassen fjervægt.